# ジェームズ・ジェームズ
ジェームズ・ジェームズ（James James、1832年11月4日 - 1902年1月11日）は、ウェールズ出身のハープ奏者兼音楽家。彼はウェールズ国歌『我が父祖の土地』の作曲者として知られている。

## 経歴
ジェームズ・ジェームズは1832年にエヴァン・ジェームズ（1809-1878）とケアフィリーのエリザベス・ストラドリングの息子として生まれた。ウェールズ国歌の曲をジェームズが作曲し、父親であるエヴァンが詞を書いた。イニサンハラド公園には、ジェームズ・ジェームズと彼の父親の記念碑が立っている。